# KevJumba

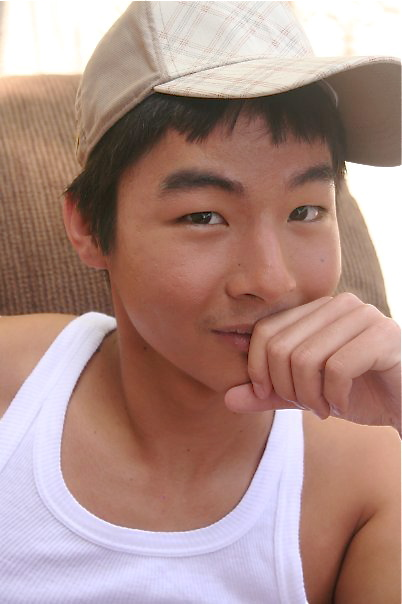
KevJumba

KevJumba(吳凱文, Kevin Wu, 1990년 6월 12일 ~ )는 유튜브에서 활동하는 타이완계 미국인 희극인이다. KevJumba는 유튜브의 아이디이다.
현재 2013년 9월 27일 이후로 유튜브 활동을 멈춘 상태다.

## 생애
1990년 6월 12일, 휴스턴에서 태어났으며, 컴퓨터 엔지니어인 아버지 마이클 우는 타이완에서 미국으로 온 이민자이다. 슈거랜드에 위치한 클레멘츠 고등학교를 졸업하였다.